# Américo Zúñiga Martínez
Américo Zúñiga Martínez (Xalapa, Veracruz; 26 de septiembre de 1978).  Es un abogado y político mexicano, fue presidente Municipal de Xalapa, Veracruz de 2014 a 2017. Es hijo del político priísta Guillermo Héctor Zúñiga Martínez y de la señora Guillermina Martínez Martínez. Está casado con Mariana Yorio López, con quien tiene tres hijos. Es licenciado en Derecho por la Universidad Anáhuac-Xalapa.

## Historia Política
Comenzó su servicio público como coordinador del Instituto de la Juventud Veracruzana y se desempeñó como consejero político del PRI.
Formó parte de la comisión de entrega-recepción del Gobierno del Estado de Veracruz en 2004, tras lo cual fue nombrado secretario del Trabajo y Productividad Estatal.
En 2010 fue elegido diputado local para la LXII Legislatura del Estado de Veracruz, por el distrito XI Xalapa I. Fue presidente de la Comisión de Vigilancia que aprobó la Ley de Obra Pública y Servicios. Fungió como Vicecoordinador de la fracción del PRI, miembro de la Comisión Permanente de Trabajo y Previsión Social y de la Comisión Especial de Fomento al Empleo y Productividad, así como representante del H. Congreso del Estado ante el Consejo Veracruzano de Armonización Contable (COVAC).

## Presidente Municipal de Xalapa
El 4 de abril de 2013 solicitó licencia permanente como diputado, para buscar la candidatura a la Presidencia Municipal de Xalapa por la Coalición Veracruz para Adelante (PRI-PVEM-Nueva Alianza) en las elecciones del 7 de julio de ese mismo año. Fue nombrado Presidente Municipal Electo, con 58 mil 636 votos.
El 31 de diciembre de 2013, rindió protesta en el Palacio Municipal de Xalapa. Comenzó a ejercer el cargo de Presidente Municipal del H. Ayuntamiento de Xalapa el 1 de enero de 2014.

## Otros cargos
Zúñiga Martínez fue designado el 6 de octubre de 2014 como Coordinador Estatal en Veracruz de la Conferencia Nacional de Municipios de México (CONAMM), el 11 de diciembre de 2015 fue nombrado Presidente de la Federación Nacional de Municipios de México (FENAMM) y el 9 de octubre de 2015 presidente de la Asociación Nacional de Ciudades Capitales (CONACC) y de la Conferencia Nacional de Municipios de México (CONAMM).

## Convenios realizados
En su administración al frente del Ayuntamiento de Xalapa, junto con la ciudad de Campeche, ambas urbes formaron parte de la Iniciativa de Ciudades Emergentes y Sostenibles (ICES), impulsada por el Banco Interamericano de Desarrollo (BID), en coordinación con Banobras. Ello permitió cambios sustanciales en el trazo de calles del primer cuadro de la ciudad con un rediseño completo de las avenidas principales del centro e intervenciones en diversas vialidades en colaboración con el despacho Gehl Architects, despacho de asesoría con sede en Copenhague, Dinamarca; como parte de las actividades de la Iniciativa Ciudades Emergentes y Sostenibles que el Banco Interamericano de Desarrollo ayudó a realizar.
En el año de 2017 el Ayuntamiento de Xalapa firmó con Banobras un convenio que otorgó a la ciudad una cifra aproximada de 8 millones de dólares donados por el Fondo Mundial para el Medio Ambiente para la construcción de un biodigestor desarrollado con el acompañamiento del Banco Interamericano de Desarrollo y la Agencia Alemana de Cooperación internacional (GIZ) dentro del Programa Piloto de Enfoque Integrado de Ciudades Sustentables.

## Controversias

### Reclamo a Gobierno Estatal por adeudos millonarios
Ante la falta de depósitos de fondos federales por parte del entonces gobernador con licencia y prófugo Javier Duarte de Ochoa, Américo Zúñiga convocó a alcaldes del estado para realizar por vías legales la solicitud de pagos pendientes, firmando 80 de ellos el 31 de octubre de 2016 un manifiesto en el Palacio Municipal de Xalapa y conduciendo posteriormente diversas reuniones con las autoridades salientes y entrantes del gobierno del Estado.

### Obras públicas
Dentro de las obras públicas realizadas, un medio de comunicación cuestionó la pavimentación con concreto hidráulico de la calle donde el padre del alcalde residía en ese momento, acusando de que arterias principales de la cabecera municipal se encontraban "en pésimas condiciones" en palabras del medio de comunicación, a pesar de que en ese mismo mes se realizaban diversas obras de pavimentación en la ciudad.
En 2016, el alcalde develó un monumento en honor a su padre fallecido, Guillermo Zúñiga Martínez, por sus méritos como exalcalde y fundador de la Universidad Popular Autónoma de Veracruz (UPAV), situación que causó indignación entre algunos sectores de la sociedad civil, que lo consideraron inapropiado. Posteriormente a concluido su cargo, también la prensa ha defendido la existencia de dicho monumento, pues, se dice, que el finado Maestro Guillermo H. Zúñiga Martínez tuvo aportaciones propias a la educación académica en el estado de Veracruz que lo harían merecedor de dicho monumento.

### Medio ambiente y salud
El 13 de octubre de 2014, el entonces alcalde dijo que el ayuntamiento mantenía una política de protección a los animales, pues había rumores generados en redes sociales de eutanasia a perros callejeros. El gobierno de Américo Zúñiga Martínez fue criticado por algunas de medidas de urbanización, que según sus detractores atentarían contra el medio ambiente. 
En marzo de 2016, el Ayuntamiento de Xalapa otorgó permisos de construcción en una zona lateral al bosque de niebla del Parque Natura, para la construcción de una agencia de automóviles Mazda. En abril de ese mismo año, la Asociación "Corredores Bosques de Niebla Macuiltépetl" acusó al Ayuntamiento de haber autorizado con ese permiso la  tala y deforestación del bosque de niebla, lo que habría causado destrucción de áreas verdes en zonas céntricas. Por su parte, Zúñiga Martínez afirmó que los permisos fueron de construcción y no de tala, la cual sería investigada y castigada, a pesar de que la zona no es área protegida, ni pertenece al parque en cuestión.